# Asymptomatisk bærer
En asymptomatisk bærer er en person eller anden organisme, der er blevet inficeret med et patogen, men som er uden tegn eller symptomer.
Selvom bærere ikke er påvirket af patogenet, kan de overføre det til andre eller udvikle symptomer i senere stadier af sygdommen. Asymptomatiske bærere spiller en kritisk rolle i transmission af almindelige infektiøse sygdomme som tyfus, HIV, C. difficile, influenza, kolera, tuberkulose og COVID-19,
skønt sidstnævnte ofte er forbundet med "robust T-celleimmunitet" hos mere end en fjerdedel af de undersøgte patienter.
Mens mekanismen for at være sygdomsbærende (disease-carrying) stadig er ukendt, har forskere gjort fremskridt i forståelsen af, hvordan visse patogener kan forblive sovende hos et menneske i en periode.
En bedre forståelse af bærere af asymptomatiske sygdomme er afgørende for områder inden for lægevidenskab og folkesundhed, da de arbejder på at afbøde spredningen af almindelige smitsomme sygdomme.